# Ла Сјеинага (Њу Мексико)
Ла Сјеинага (енгл. La Cienega) насељено је место без административног статуса у америчкој савезној држави Њу Мексико.

## Демографија
По попису из 2010. године број становника је 3.819, што је 812 (27,0%) становника више него 2000. године.
| Група             | 2000.         | 2010.         |
| Белци             | 798 (26,5%)   | 658 (17,2%)   |
| Афроамериканци    | 15 (0,5%)     | 7 (0,2%)      |
| Азијати           | 9 (0,3%)      | 29 (0,8%)     |
| Хиспаноамериканци | 2.129 (70,8%) | 3.069 (80,4%) |
| Укупно            | 3.007         | 3.819         |